# Mario Sonnleitner
Mario Sonnleitner (Vorau, 8 ottobre 1986) è un allenatore di calcio ed ex calciatore austriaco, di ruolo difensore.